# 黑鎮市
黑鎮市（英語：City of Blacktown）與悉尼市距離有35公里，位於康伯蘭平原，乃西悉尼地區的中心，轄境有246.9平方公里；根據2023年的統計資料，居民有435,000人，有約六十三分之一的澳洲人居住於此，同時也佔了全新南威爾斯州約二十分之一的人口，為2006年新南威爾斯州內人口第一大地方政府，市內澳大利亞原住民的人口也是州內第一，佔了全市約3.0%的人口。

## 政治
黑鎮市議會有議席15座，全市分5選區，各區選出議員3名代表市民和納稅人問政；市長非直選。

### 引用
1. ↑  Australian Bureau of Statistics. . 2016 Census QuickStats. 27 June 2017  [2017-07-05].
2. 1 2  . www.blacktown.nsw.gov.au.   [2025-07-03] （澳大利亚英语）.
3. ↑  . 2008 Election results. Electoral Commission NSW.   [2009-06-16].[永久]

## 外部連結
- 黑鎮市政府官方網站 （页面存档备份，存于）
- 2001年人口調查 （页面存档备份，存于）
- 黑鎮市導覽 （页面存档备份，存于）

33°46′S 150°55′E / 33.767°S 150.917°E